# ハース効果
ハース効果（ハースこうか、別名：先行音効果）とは、2ヶ所から同じ音が聴こえてきた時、時間的に先に聞こえた方に音源があると耳が勝手に認識する現象である。
だだし、到着時間差が約0.04秒を超える音、音量の差が違う音では、ハース効果は起こらない。